# Francesco Bernardino da Arischia
Francesco Bernardino di Arischia (... – L'Aquila, ...; fl. XVIII secolo) è stato un religioso italiano appartenente all'Ordine francescano, storico e cronografo del francescanesimo aquilano e abruzzese.

## Biografia
Se il luogo natale di Francesco Bernardino di Arischia è conteso tra la frazione aquilana di Arischia e Borbona, il francescano muore sicuramente nel convento di San Bernardino all'Aquila. Di lui non sono state tramandate le date principali della sua vita, né la famiglia di appartenenza. Di Francesco Bernardino disponiamo soltanto di due riferimenti storici certi: il primo offerto da p. Domenico di Sant'Eusanio che riporta il 1771, anno in cui sta compilando la sua opera più importante; il secondo invece è il 1781 presente sul frontespizio di una novena a San Bernardino da Siena scritta sempre da Francesco Bernardino
Entrato giovanissimo nell'Ordine francescano, matura presto una grande passione per la storia che lo porterà a scrivere la sua opera principale Memorie de' conventi della provincia osservante di San Bernardino. L'amore per la storia e il metodo di studio preciso e puntuale gli faranno guadagnare l'appellativo di Cronologo.

## L'opera storiografica
L'opera descrive dettagliatamente la storia della vecchia Provincia abruzzese di San Bernardino dalle origini al XVIII secolo. Grande attenzione viene data alle biografie dei frati che si sono distinti per santità e la testimonianza di vita cristiana.
L'importanza dell’opera viene continuamente ribadita dalle numerose citazioni presenti in altri componimenti di carattere storico e agiografico e dalla sua diffusione capillare nei conventi abruzzesi. Le Memorie compaiono ancora in forma di manoscritto nel 1846 tra i libri posseduti dal lettore p. Alessandro da Crecchio cronografo francescano
Una parziale riedizione è stata recentemente curata da p. Carmine Serpetti.